# 미미 은디웨니
미미 은디웨니(Mimi Ndiweni, 1991년 8월 31일 ~ )는 영국의 배우이다. 영화 《신데렐라》, 《레전드 오브 타잔》에 단역으로 출연했고, 드라마 《미스터 셀프리지》에서 '틸리' 역을 맡았다. 2019년 넷플릭스 드라마 《위쳐》에서 프린질라 역으로 알려졌다. 어머니는 잉글랜드인, 아버지는 짐바브웨인인 혼혈이다.